# Kiyonosuke Marutani
Kiyonosuke Marutani var en japansk fotbollsspelare.